# Lepidagathis lanatoglabra
Lepidagathis lanatoglabra är en akantusväxtart som beskrevs av C. B. Cl.. Lepidagathis lanatoglabra ingår i släktet Lepidagathis och familjen akantusväxter. Inga underarter finns listade i Catalogue of Life.